# Missão Eclesiástica Russa em Urmia
A Missão Eclesiástica Russa em Urmia (em russo:  Русская духовная миссия в Урмии) ou Missão Ortodoxa em Urmia (em russo:  Урмийская духовная миссия) foi uma missão ortodoxa russa para os assírios étnicos que viviam nas regiões fronteiriças com a Rússia, principalmente na província persa do Azerbaijão, e convertido da Igreja Assíria do Oriente e da Igreja Católica Caldéia em 1898. Formalmente, a missão cobre apenas vinte anos (1898–1918), mas o interesse russo na região antes de seu estabelecimento durou quase todo o século XIX.

## História

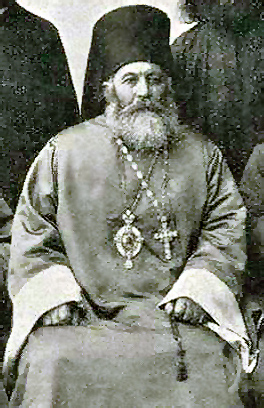
O Bispo Jonas em veste episcopal russa pouco depois da sua conversão à Ortodoxia.

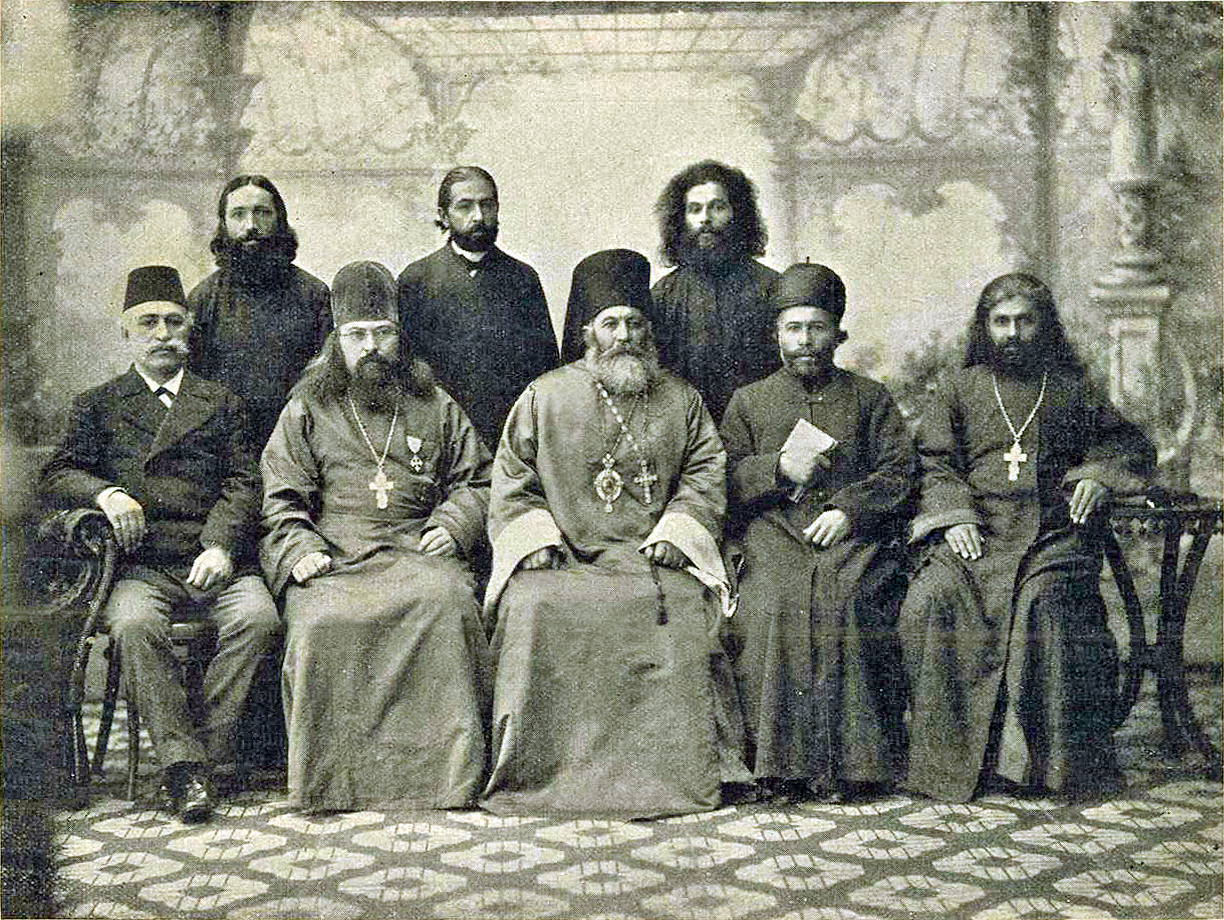
Adesão de nestorianos siro-caldeus à Igreja Ortodoxa em 1898. São Petersburgo.

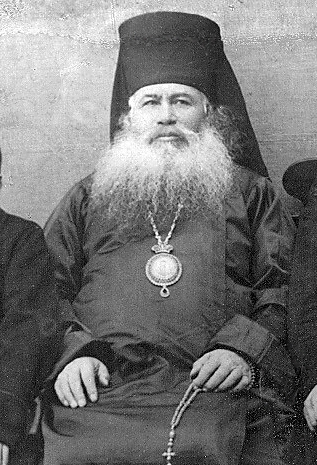
Mar Elias em Urmia (1928)

Houve um grupo da Igreja Assíria do Oriente que se converteu à Ortodoxia em 1898. Em meados da década de 1890, o bispo Mar Jonas de Supurghan na região de Urmia, solicitou ao Santo Sínodo da Igreja Ortodoxa Russa que ele e seu rebanho fossem recebidos na Igreja Russa. Mar Jonas viajou para São Petersburgo em 1898, onde ele e vários de seus clérigos aceitaram a Ortodoxia. Eles foram recebidos na Igreja Ortodoxa Russa por confissão de fé e posse na Festa da Anunciação na Catedral da Santíssima Trindade na Lavra de Santo Alexandre Nevski. Os serviços foram presididos pelo Metropolita Paládio Raev de São Petersburgo. Também em 1898, o Santo Sínodo da Igreja Ortodoxa Russa estabeleceu a Missão Eclesiástica Russa em Urmia, a fim de auxiliar Mar Jonas na conversão e educação de seu rebanho. Junto com o bispo Jonas, o arquimandrita Elias Abraão se converteu à ortodoxia em 1898. Em 1904 foi consagrado ao episcopado, como bispo de Tergawar na região de Urmia, e tornou-se vigário do bispo Jonas.

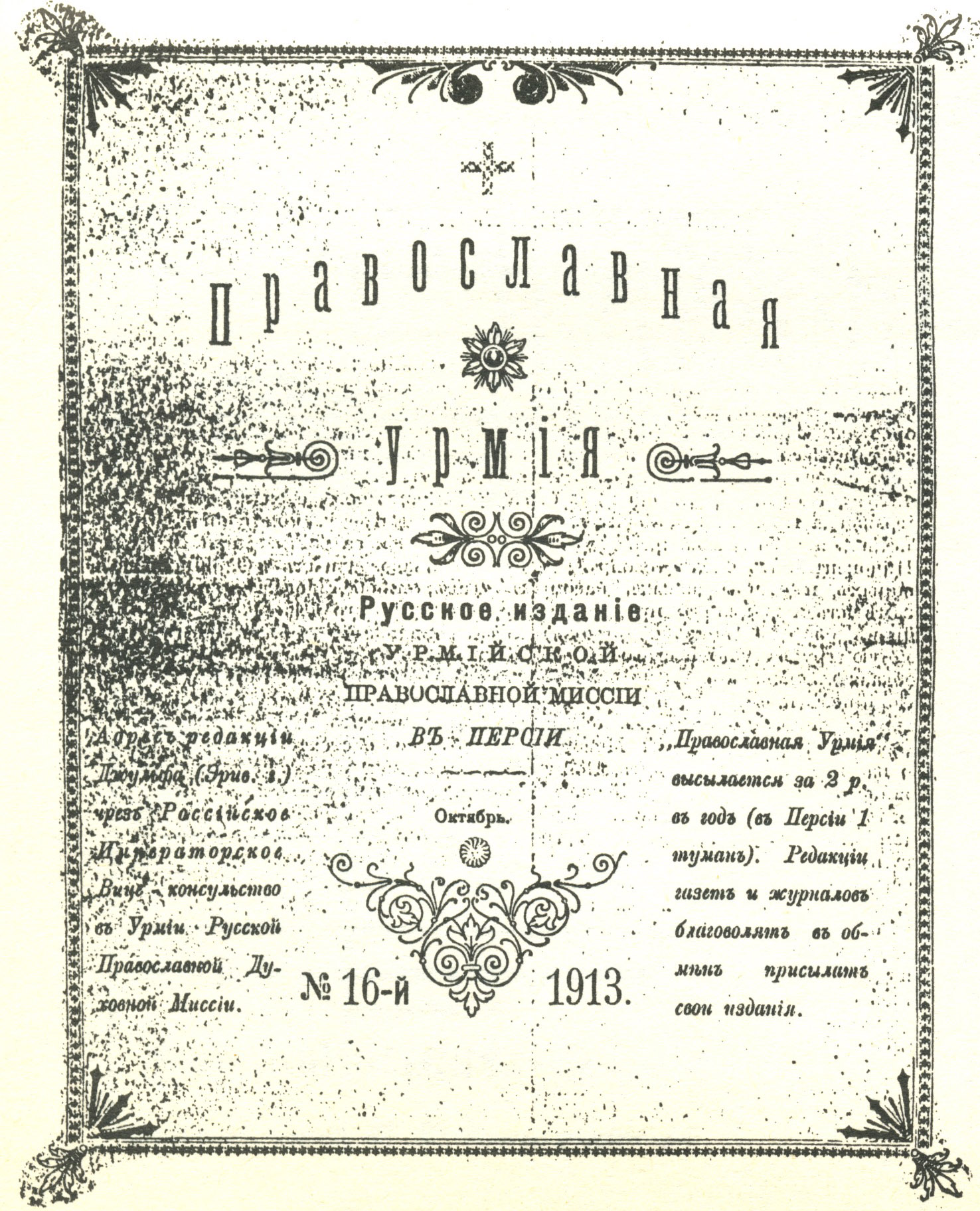
Capa de Urmia Ortodoxa, edição de outubro de 1913, em russo.

Desde 1904, a missão publicava a revista Urmia Ortodoxa nas línguas assírio-aramaica e russa.
Em 1918, a perseguição renovada pelos muçulmanos resultou em um êxodo em massa de cristãos nativos (incluindo assírios, armênios e georgianos) do norte da Pérsia. Mais de 100.000 cristãos fugiram do norte da Pérsia rumo ao sul, para o Iraque; incontáveis números foram massacrados ao longo do caminho. Os assírios ortodoxos acabaram em Bagdá.
Após a Revolução Russa, o Bispo Elias não conseguiu mais se comunicar com o Patriarca Ticônio em Moscou e ingressou na Igreja Ortodoxa Russa no Exterior.
O bispo Elias morreu em dezembro de 1928 e foi sucedido pelo bispo João Gewarigis, que foi consagrado ao episcopado em Belgrado em 1931 pelo metropolita Antonio Khrapovitski e pelo arcebispo Germogeno Maximov.
O bispo João residia em Bagdá, onde vivia a maior parte de seu rebanho. Ele se aposentou devido à velhice em 1945 e acabou indo para os Estados Unidos, onde morou com seu filho em Chicago. No início dos anos 1950, o bispo Nicônio Rklitski, durante uma visita a Chicago, "teve um encontro maravilhoso com o bispo João de Urmia e Salma, o membro mais antigo de nosso Conselho de Bispos e chefe espiritual dos assírios ortodoxos". Vladika Nicônio observou que o bispo João falava a mesma língua falada por Cristo Salvador e havia sido o tradutor da Missão Eclesiástica Russa em Urmia. Depois de se mudar para Chicago para viver aposentado, ele descobriu que havia vários milhares de seus companheiros assírios ortodoxos, que estavam subnutridos espiritualmente, vivendo na área de Chicago. Quando Vladika Nicônio visitou o bispo João, ele o encontrou "cercado por americanos de origem assíria", para quem o bispo João estava lendo a Bíblia em sua língua nativa. O Sínodo dos Bispos, através do arcebispo Gregório Borishkevitche de Chicago e Cleveland (mais tarde de Chicago, Detroit e Centro-Oeste da América), protopresbítero Arcádio Tsepuro, protopresbítero George Grabbe (mais tarde bispo Gregório de Washington e Flórida) e protopresbítero Adriano Rimarenko (mais tarde arcebispo André de Novo Diveyevo) providenciou para que o bispo João vivesse aposentado no Convento Novo Diveyevo em Spring Valley, Nova Iorque. Ele repousou em Novo Diveyevo em 1960 aos 105 anos e está enterrado no cemitério ali localizado.

## Chefes da Missão
- Arquimandrita Teofilato (Klementiev) (1898-1902);
- Arquimandrita Cirilo (Smirnov) (1902-1904);
- Bispo Sérgio (Lavrov) (1904-1916);
- Bispo Pemeno (Belolikov) (1916-1917);
- Arquimandrita Vitálio (Sergeiev) (1922-1946).